# Histoire de Montluçon

Les armes de la ville de Montluçon se blasonnent ainsi :
D'azur au château donjonné d'argent, maçonné de sable, posé sur un mont d'or mouvant de la pointe et surmonté d'un soleil du même.
Devise : Mons Lucens inter Montes (« la montagne lumineuse parmi les montagnes. »)

Pour un article plus général, voir Montluçon.
 (février 2020).
Cet article retrace les faits marquants de la ville de Montluçon.

## Préhistoire
Des traces d'occupation humaine datant de la Préhistoire ont été retrouvées aux alentours de la commune comme à Nassigny, Prémilhat, Néris-les-Bains ou encore sur le site de Marignon.

## Période gallo-romaine et mérovingienne

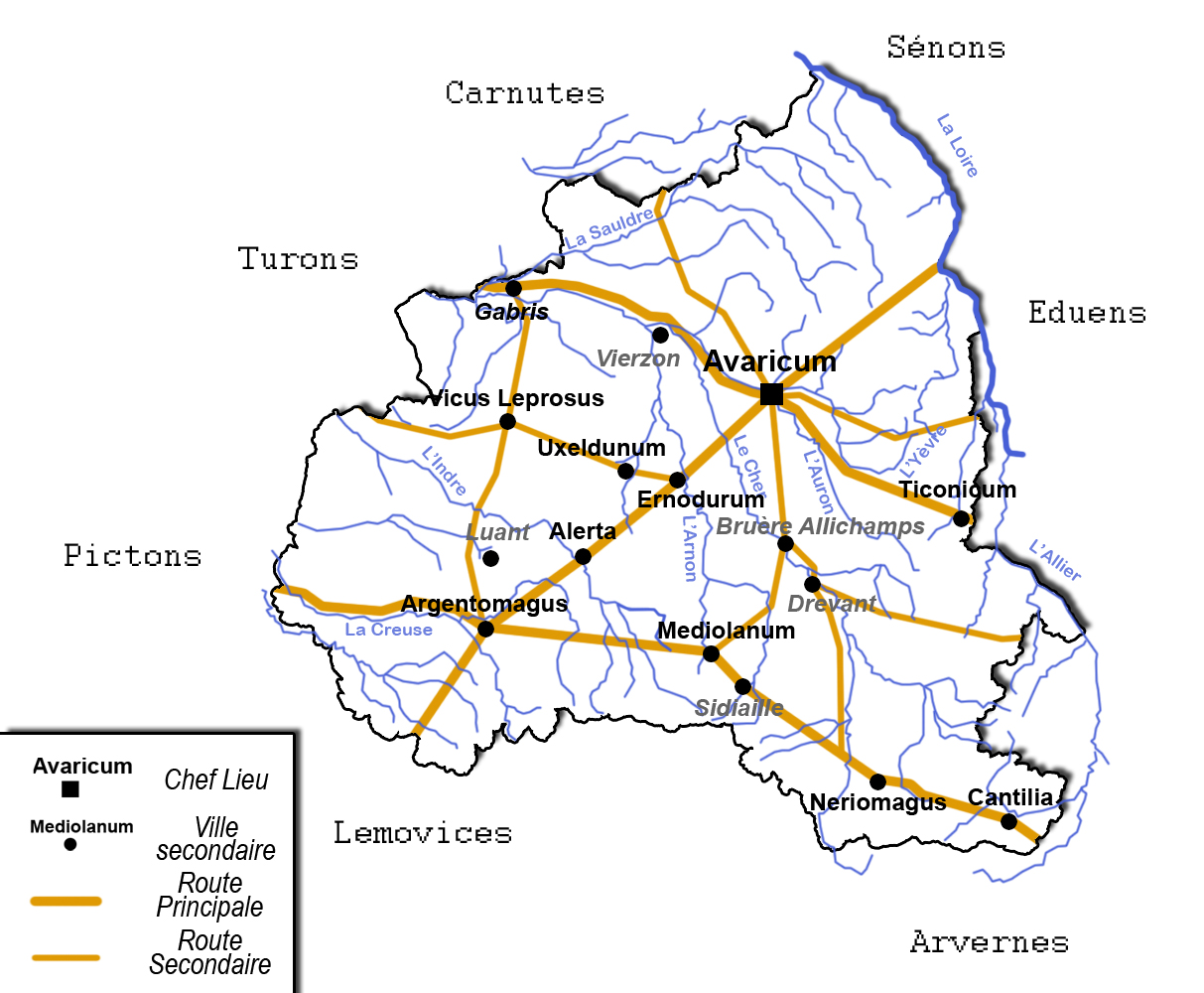
Territoire des Bituriges Cubes durant l'Antiquité.

Durant l'Antiquité, Montluçon fait partie du territoire des Bituriges Cubes,,, qui vont donner leur nom au Berry.
Après la défaite de Vercingétorix à Alésia en -52 et la conquête de la Gaule, Montluçon devient un important point stratégique. Les colonies romaines s'installent sur le site et édifient un castrum pour surveiller le comportement des voisins Lémovices et des Arvernes. Montluçon devient un lieu de passage pour Évaux-les-Bains (Ivaonum) et Néris-les-Bains (Aquae Neriae), c'est à cette proximité que la ville doit sa prospérité.
À la suite du déclin de Rome, plusieurs peuples venant de l'est ruinent et pillent la région du Cher. Les Wisigoths s'installent en 378 ; en 507 leur roi Alaric II est tué par Clovis qui conquiert alors le Berry et l'Auvergne. Au Xe siècle, Montluçon détrône Néris, qui était alors la cité la plus puissante de la région. Elle connaît un grand rayonnement mais la ville est située à la frontière du royaume des Francs et du duché d'Aquitaine. Après l'invasion des Normands au Xe siècle, la ville doit pouvoir se défendre, c'est ainsi qu'apparaît la seigneurie de Montluçon qui devient bientôt la rivale de la baronnie de Bourbon. À la fin du IXe siècle et au début du Xe siècle, les Hongrois envahissent la région. Ils pillent Néris qui est une ville riche mais ne réussissent pas à détruire Montluçon qui est alors bien protégée. Les survivants de Néris vont ensuite émigrer, pour la plupart, vers Montluçon après la destruction de leur cité.

## Moyen Âge

La seigneurie de Bourbon (en rouge) a acquis Montluçon au XIIIe siècle

Le seigneur de Montluçon le plus célèbre a été Odon qui fit construire des remparts et un donjon pour défendre les habitants. Après sa mort en 998, les religieux venus d'Évaux-les-Bains construisent l'église Saint-Pierre dont les travaux s'achèvent au milieu du XIe siècle. Montluçon est ensuite divisée en deux paroisses. Odon n'ayant aucun descendant, c'est donc son frère Hugon qui lui succède. À la mort de ce dernier, n'ayant pas d'enfant non plus, c'est son neveu Archambaud II qui devient seigneur, réunissant ainsi les seigneuries de Montluçon et de Bourbon.
Au XIIe siècle, les Anglais font le siège de la ville car elle a une bonne situation mais les Montluçonnais gagnent. Les Anglais font un nouveau siège en 1170 mais cette fois-ci, ils parviennent à entrer dans la ville en 1171. Ils l'ont occupée pendant dix-sept ans jusqu'à l'arrivée de Philippe Auguste. En 1202, le roi donne la seigneurie de Montluçon au sire de Bourbon, la réduisant à une simple châtellenie. Au XIIIe siècle, le seigneur Archambaud VIII, ayant besoin d'argent, fait une charte aux bourgeois de la ville. Le 27 décembre 1327, la sirerie de Bourbon devient duché. En 1356, les Anglais, dirigés par le Prince Noir, prennent et reprennent les châteaux du Bourbonnais. Ils repartent en laissant derrière eux la peste noire, qui décime une partie de la population.

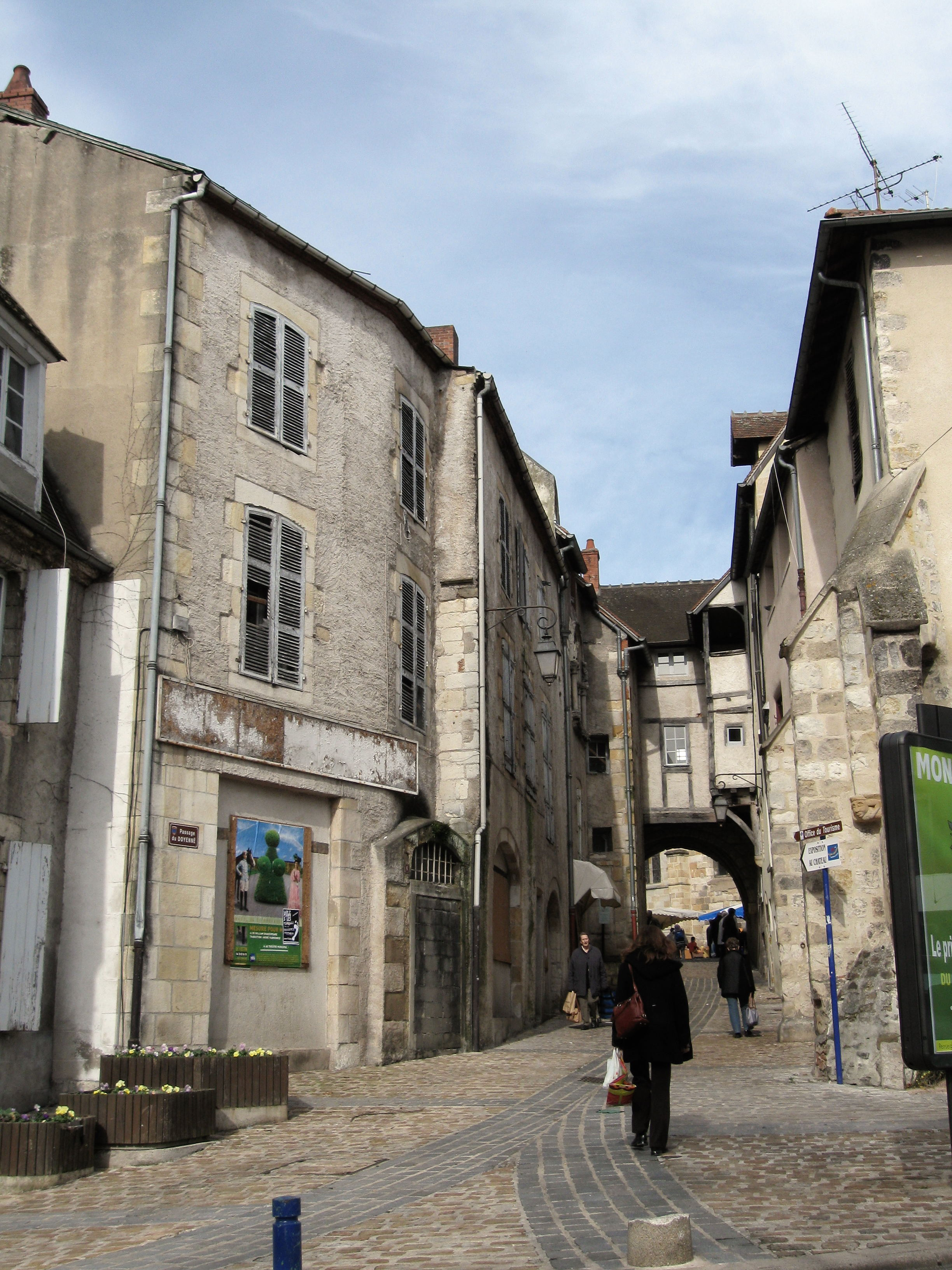
Le passage du Doyenné

Au XIV
e siècle, Louis II, duc de Bourbon, fortifie la ville compte tenu de l'importance stratégique qu'elle a prise. Il relève les murailles, creuse des fossés par les eaux de l'Amaron et construit quatre portes pour entrer dans la ville. Il restaure le château et l'église Notre-Dame. Louis II de Bourbon meurt le 10 août 1410 dans le château<.

## Époque moderne
Au XVe siècle, Montluçon est entourée de vignes produisant de bons vins que les voisins du Limousin, de la Marche et des Combrailles viennent se procurer.
En 1531, la ville est rattachée à la couronne de France en même temps que le duché à la suite de la confiscation des terres du duc Charles III. Montluçon connaît une mauvaise période à cause d'une nouvelle épidémie de peste en 1581 et des Guerres de Religion. En 1592, Henri IV de France fait renforcer les remparts qui tombent en ruines. Les habitants ont des problèmes avec les impôts et les taxes au milieu du XVIIe siècle. Durant cette période, la femme et la mère de Nicolas Fouquet se retirent dans la ville sur ordre du jeune roi Louis XIV et résident dans le château de la Gaité. À la fin du XVIIe siècle, on dénombre environ 3 800 habitants intra-muros. Montluçon possède une église collégiale, deux couvents, un hôpital et une châtellenie. Durant l'hiver 1709, le jour des rois, une vague de froid bloque l'accès à la ville et détruit toutes les récoltes. Après ce gel, Montluçon subit une famine qui fait de nombreuses victimes. En 1782, la fonte des neiges provoque une inondation détruisant quatre cents maisons.

## Période révolutionnaire

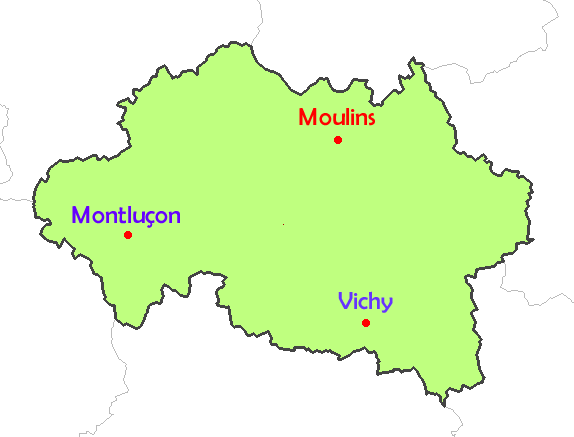
Le nouveau département de l'Allier avec la position de Montluçon

Les cahiers de doléances ont été rédigés entre le 16 et le 18 mars 1789. La période de la Révolution française a cependant été calme à Montluçon. Seule la Grande Peur a agité la cité, les habitants se sont donc préparés à défendre leur ville. À la création des départements en 1790, Montluçon voulait échapper à l'autorité de Moulins. Le député montluçonnais Regnard avait présenté ses idées d'un département où Montluçon serait le chef-lieu mais il était le seul député à défendre ses propos alors que Moulins et Guéret en possédaient sept.
Le 22 janvier 1790, Moulins devient officiellement le chef-lieu du nouveau département. Montluçon tente alors d'avoir le siège du diocèse mais là encore c'est Moulins qui a le siège épiscopal. Dès le 4 mars 1790, le nouveau département de l'Allier est créé et Montluçon devient une commune. La ville n'est que chef-lieu de district qui comprend neuf cantons : Désertines, Estivareilles, Huriel, Lignerolles, Marcillat, Néris, Saint-Désiré et Saint-Sauvier, il est supprimé le 22 août 1795.
Après la Révolution, un arbre de la liberté est planté sur la place Notre-Dame, le 26 mai 1792. Les communes de Châteauvieux et de Blanzat sont rattachées à Montluçon le 1er novembre 1794,.

## XIXesiècle
Montluçon devient une sous-préfecture de l'Allier le 17 février 1800. Un projet a été présenté pour rendre le Cher navigable car on pouvait transporter le charbon venant de Commentry par un chemin de fer industriel et le bois provenant de la forêt de Tronçais. Seulement le projet était irréalisable, il a donc été modifié. Dès 1808, on commence à construire un canal longeant le Cher : le Canal de Berry. Les travaux se terminent en 1834 et le canal est ouvert au public en 1835. En 1840, la nouvelle route Tours-Moulins passe par Montluçon, ce qui augmente les possibilités de circulation. Enfin, la construction de la gare et de l'avenue Napoleon III annonce l'arrivée du chemin de fer et de nouvelles voies de communication. Peu à peu, la ville englobe les faubourgs, elle commence à se moderniser, à s'industrialiser. La population a presque quintuplé en 50 ans, passant de 5 034 habitants en 1840 à 27 818 en 1890. Les remparts disparaissent et sont remplacés par le boulevard de Courtais. Des usines sont construites sur la rive gauche du Cher et surtout dans le nouveau quartier de la Ville Gozet. Leurs hauts fourneaux s'intègrent au panorama de la ville. L'empereur Napoléon III vient à Montluçon en août 1864.

## XXesiècle

### La Belle Époque
En 1906, les ouvriers organisent une grève de plusieurs semaines à cause des horaires de travail et des salaires. La ville continue toutefois à se développer grâce aux municipalités socialistes présentes depuis 1892. La ville est plus propre, mieux aménagée et mieux éclairée ; beaucoup de bâtiments publics sont édifiés et sont encore présents aujourd'hui. Cette période, la Belle Époque, se termine en 1914 à cause de la « Grande Guerre ».

### Première et Seconde Guerre mondiales
La Première Guerre mondiale éclate le 1er août 1914. Dès le 7 août, les appelés quittent la ville. Les femmes se retrouvent seules avec leurs enfants. Certaines personnes n'hésitent pas à leur venir en aide. Les usines montluçonnaises participent à l'effort de guerre en se tournant vers l'armement et en particulier l'obus. Elles emploient des femmes et des prisonniers allemands. Après l'armistice, l'automobile (qui était auparavant réservée aux classes les plus riches) s'étend dans les autres classes sociales. La production de pneumatiques augmente, c'est pourquoi Dunlop s'installe à Montluçon dès 1920 car la cité possède un grand terrain où la future usine peut s'étendre et aussi grâce à une importante main-d'œuvre. L'usine a fait connaître Montluçon au monde entier.
Durant la Seconde Guerre mondiale, les Allemands occupent l'usine de Dunlop (bien que l’usine soit en zone libre) pour exploiter le potentiel de laboratoire, puisque celle-ci avait la capacité de fabriquer du caoutchouc synthétique, le caoutchouc naturel ne pouvant être importé d’Indonésie par les nazis. La fabrication de pneumatiques avions pour la Luftwaffe était également très intéressante pour les Allemands. C’est pourquoi dans la nuit du 15 au 16 septembre 1943, dans le cadre de missions visant à détruire le potentiel industriel de l’Allemagne nazie, et notamment ses outils de production à des fins militaires, les Alliés décident de bombarder le site. Plus de 300 bombardiers réduisent en cendres les ateliers de production et de stockage, ainsi qu’une partie de la ville de Saint-Victor. On dénombre 36 morts et plus de 250 blessés.
La Seconde Guerre mondiale éclate le 1er septembre 1939 mais après l'armistice de juin 1940, la France est partagée en deux zones par la ligne de démarcation qui laisse Montluçon en zone libre jusqu'en 1942. Montluçon est libérée le 25 août 1944.

### Montluçon depuis 1945
Après la Libération, Montluçon doit être reconstruite comme d'autres grandes villes en France. La ville continue à se développer pendant les Trente Glorieuses et bénéficie du « baby boom » : la ville compte plus de 55 000 habitants au recensement de 1968.
Au début des années 1950, Montluçon connaît la crise du logement. La municipalité entreprend de construire près de 2 500 logements pour y loger 10 000 personnes. Durant cette décennie, la ville commence à voir son industrie décliner : beaucoup d'ouvriers sont licenciés. De plus, le canal de Berry, qui est à l'origine de l'essor industriel de Montluçon, a été déclassé en 1955 après avoir cessé toute activité. En 1958, Montluçon connaît deux inondations importantes. Celle de mai a été la plus catastrophique. Tous les quartiers en bord du Cher et de son affluent l'Amaron ont été inondés ainsi que les usines Saint-Jacques et Saint-Gobain. Il y avait également des dégâts sur la ligne Montluçon - Paris.

## Sources
: document utilisé comme source pour la rédaction de cet article.
- Jean-Charles Varennes, Au cœur de la vallée du Haut-Cher Montluçon, Clermont-Ferrand, Editions Volcans, 1974, 1re éd., 273 p.